# Andreas Frantz Pega
Andreas Frantz Pega (auch Andreas Franz Pega; Andreas/Andres Pega; Andreas Franciscus Pega; * in Köthen; † nach 1702) war ein Verleger und Drucker in Glatz. 1699 eröffnete er eine Offizin in Breslau, wo er zum bischöflichen Hofdrucker ernannt wurde.

## Leben
Andreas Frantz Pega ist für die Jahre 1682 bis 1702 in Glatz, dem Hauptort der Grafschaft Glatz, die damals ein Nebenland der Krone Böhmen war, belegt sowie ab 1699 in Breslau. Seit 1682 gab er in Glatz zahlreiche Buchdrucke heraus. Das Verlagsprogramm war von der Gegenreformation geprägt, die vom Glatzer Jesuitenkolleg intensiv verfolgt wurde. Zugleich förderten die Jesuiten durch die Herausgabe von Schriften zur Verehrung der hl. Maria die Marienwallfahrt, vor allem an der Glatzer Pfarrkirche Mariä Himmelfahrt und den Wallfahrtskirchen in Albendorf, Wartha und Altwilmsdorf.
Bekannte Autoren des Verlags von Andreas Frantz Pega waren der Jesuit Vitus Scheffer, der Grüssauer Abt Bernhard Rosa sowie der von diesem geförderte Johannes Scheffler, der nach seiner Konversion zum Katholizismus 1653 den Vornamen „Angelus“ annahm und als Angelus Silesius ein bekannter Barockschriftsteller wurde. Er veröffentlichte den ersten Teil seiner Werke in den Jahren 1664 bis 1677 im Verlag des Ignaz Konstantin Schubart in Neisse. Nachdem Schubart um 1678 seine Druckerei nach Glatz verlegte, wo 1682 auch Andreas Frantz Pega seine Tätigkeit aufnahm, wurde Glatz zu einem Zentrum des katholischen Buchdrucks in Böhmen und Schlesien. Am 17. Januar 1682 wurde Andreas Frantz Pega in Grüssau von Abt Bernhard Rosa mit der Witwe des Glatzer Buchdruckers Matthäus Ehrnt getraut.
1699 eröffnete Andreas Frantz Pega eine Offizin in Breslau, nachdem er vom Domkapitel dorthin berufen und von Bischof Franz Ludwig von der Pfalz zum Hofdrucker ernannt worden war. Obwohl er die Glatzer Druckerei seinem Schwiegersohn Kaspar Rudolf Müller übertrug, blieb er bis 1702 noch deren Besitzer. Nach weiteren Besitzerwechseln gelangte die Druckerei 1790 an Franz Pompejus. Es ist nicht bekannt, wann und wo Andreas Frantz Pega verstarb.

## Werke, die im Verlag des Andreas Frantz Pega in Glatz gedruckt wurden (Auswahl)
- Bernhard Rosa (Hrsg.): Schmertzhaffter Lieb- und Creutz-Weeg, welchen auff Erden zum End seines Lebens durch Trueb- und Trangsaal... um der Welt Heyl willig eingangen, der Weeg, die Warheit und das Leben nehmlich der aus Lieb der Menschheit einverleibte Gott Christus Jesus, als er durch einen klaeglichen Todt... am Creutz erwaehlet zu sterben. 1682 und 1687 = Grüssauer Passionsbuch
- Johannes Dilatus S. J.: Marianische Kirchfahrt Zu dem Uralten Gnaden-Bild Mariae von Dörnern. 1682[4]
- Matthias Schuffenhauer: Brennendes Hertz Deß heyligen Kirchen-Lährers Aurelius Augustinus. 1683
- Juan Eusebio Nieremberg: Unterschied der Zeit und Ewigkeit. Aus dem spanischen... Tractat R. P. Ioannis Eusebij Nierenbergij... in kurtze Verfassung gezogen und ins lateinische uebersetzet von P. L. J.... nun aber... verdeutschet... Anno M. DC. LXXXVII. 1687
- Georg Ignaz Hettmayer: Uhrsprung, Gelegenheit, Alter-Beschreibung, Wuerckung, Nutzen und Gebrauch des Uhralten Johannis-Bad im Koenigreich Boehaimb... 1688
- Daniel Schwarz: Achtmal achte Heilige Feyer-Abend / An dem hohen Feyertag des hochwürdigen Fronleichnams Christi, mit neuen Kirchreden acht Jahr gehalten von des Herren Abendmahl / nach unserm Abendmahl gegen acht Abends. 1689
- Johannes Miller: Historia Beatissimae Virginis Glacensis. Das ist/ Kurtze Beschreibung/ Von dem Uralten Wunderthätigen Maria-Bild : Welches Zu Glatz auff dem Hohen-Altar/ In der Pfarrkirchen der Societät Jesu, Von viel hundert Jahren her/ Zu offentlicher Verehrung vorgestellet/ und schon im Jahr 1364. Von Ernesto Dem ersten Ertz-Bischoff zu Prag/ Wunderthätig erkläret. 1690[5]
- Bernhard Rosa: Liebliche Rose von Jericho oder kurtzer Bericht, wie das... Roeselein von Jericho, das... Jesus Kindlein... mit Andacht koenne verehret und angebehtet werden. Glatz 1690
- Johann Scheffler: Sinnreiche Beschreibung der vier letzten Dinge, 1689
- Die geschwinde Catharina. 1691
- Geistliche Maul-Trommel. 1691
- Vitus Scheffer: Frauen Zierd, oder vier Lobreden, welche vier Jahr nach ein ander, als von 1687 biss 1690 am Festag der heil. Wittib Elisabeth ... gehalten worden. 1691
- Sendschreiben an- und von lieber Hand einer tugendsamen Jungfrau in Leipzig. 1691
- Augustissimo Sacramento, dem allzeit mehrenden Geheimnus des Roem. Reichs. 1692
- Ausbuendig-Schoene Leich-Predigt des grossen Heiligen Vaters Augustini ueber die Worte des H. Apostels Pauli I ad Thessal. 4 v. 12 ... 1692
- Kurtzer, doch gruendlicher Bericht, was doch heutiges Tages die hertzliche und wahre Bekehrung zu Christo verhindere. 1692
- Triumphirende Hauptmaennin – uber den Feind Israelis. 1692
- Roemische Inful. 1693
- Sendschreiben an- und von lieber Hand einer tugendsamen Jungfrau in Leipzig. Glatz 1693
- Correctur oder Erinnerung-Blat, welches abgehet und nothwendig zu Endes anzuhefften ist, an das Tractaetlein folgenden Tituls: Disputation sur la messe... oder Religions-Conferentz, in Engeland gedruckt im Jahr Christi M. DC. LXXXVII. 1693
- Der Teutsche Moses. 1693
- Huelff in der Noth oder gewisses Mittel in unterschiedlichen Noethen, Betruebnuessen... durch gnaedigen Beystand Jesu, Mariae, Joseph und Fuerbitt der Heiligen vierzehen Noth-Helffer Georgij, Blasij, Erasmi, Panthaleonis, Viti, Christophori, Dionysij, Cyriaci, Achatij, Eustachij, Aegydij, Margaretae, Catharinae, Barbarae. Derer tugendsamer Lebens-Wandel... sambt... Kupferstichen... 1693
- Heydnisches Taschen-Spiel. 1693
- Das lederne Cappel. 1693
- Kneip und Klopff-Holtz. 1693
- Kurtzer Unterricht, was des alten landeckischen Warmen-Bades Ursprung oder Erfindung alter Situation, Natur, Arth, Eigenschafft... sey... 1694
- Ausbuendige Beweissthum Hn. Magist. [Kaspar] Neumanns Praedicanten zu Bresslau bey S. Mar. Magdalena, mit welchen er seinen Zuhoerern sich beflissen klar zuerweisen, dass die roemischen katholischen Christen selbige Ketzer sind ... 1695
- Kaspar Neumann: Voellige Predigt Herrn M. Neümanns, Praedicanten zu Bresslau, wie sie bey St. Magdalena gesagt und denn schrifftlich spargirt worden. Sambt deroselben Erinnerungen und Anmerckungen. 1695
- M. Johann Guenthers Diac. zu S. Nicol. in Leipzig, Gruendliche Widerlegung. 1695
- Martin Luthers Geburt-Hauss zu Eissleben. 1695
- Völlige Predigt Herrn M. Neümanns, Praedicanten zu Breßlau. 1695
- Friedens-Contract. Zwischen zweyen treuhertzigen Freunden, einem ehrlichen Papisten und auffrichtigen Lutheraner. – Das zweyte Blat. 1696
- Otto von Nostitz: Danck- und Denck-wuerdigste Lieb hoechst-ruehmlich betheuert schrifftlich und eigenhaendig... 1696
- Sieben Sachen, so die Lutheraner beobachten muessen im Glaubens-Streit wider die Papisten. 1696
- Der goldene Schluessel. 1696
- Paebstisches Lutherthum oder Das annoch im Lutherthum bluehende Pabstthum. 1697
- Tag und Nacht. Die Lehre des h. Augustini und Luthers entgegen gesetzet und dem... Herrn Andreae Adalberto... des Fuerstl. Gestiffts Ord. Can. Reg. S. Augustini bey Unser Lieben Frauen zu Sagan Abbten und Herrn... dediciret... 1698
- Doct. Martin Luthers Reverentz gegen seine geistliche Obrigkeit. 1698
- Doct. Martin Luthers Respect gegen weltliche Hohe Fuersten abzunehmen. 1698
- Der grosse Anti-Christ dem kleinen Christ-Kindlein verehret zu einem grossen-Neuen Jahr. 1698
- Vitus Scheffer: Frauen-Bild, oder vier Lobreden, welche wiederumb vier Jahr nacheinander, als vom 1691 biss 1694 am Festag der Heil. Wittib Elisabeth... zu Bresslau... gehalten worden. 1698
- Vitus Scheffer: Handel und Wuerthschafft der heil. Frauen Hedwigis in vier Predigten, so an ihrem heiligen Fest-Tag seynd gehalten worden zu Liegnitz... von 1696. biss 1699. 1699
- Schuldige Reverentz Ihro Hochwuerden... Herrn Joann. Henr. Schwerts, des Heil Roem. Reichs Freyherrn von Reist... wie auch ... Herrn ... Fran. Ludovici... Bisch. zu Bresslau... abgestattet von ... Academia Amoris A.A.A.E.R.S. 1699
- Reginald Lauterbach: Jesu und Mariae Rosen-Pflantzung. 1699
- Vitus Scheffer: Lob-Rede ... Caroli V. ... Hertzogens zu Lothringen ... Als sein Leichnam zur Oesterlichen Zeit aus Tyrol erhoben, und nach Lothringen überbracht worden. Gehalten auff der Vestung Spiel-Berg, Anno 1700 ... 1700[6]
- Deutlich, bindlich, gruendlich! – Das erste Blat. 1700
- Neu- und alter Schreib-Calender. Auff das Jahr... M.DCC... um 1700
- Neu- und alter Schreib-Calender. Auff das Jahr... M.DCCI... um 1701

## „Gedruckt zu Glatz, bey Andr. Franc. Pega, durch Caspar Rudolph Muellern p.t. Factor“
- Die unmenschliche Verraetherey der Menschen, durch welche... Christus Jesus ist zum Leyden und Tod uebergeben worden, 1703
- Vitus Scheffer: Der neu-gebohrne Koenig der Juden in Bethlehem angebettet von denen Weisen.... 1704

## „Gedruckt zu Glatz [Glaz] durch Caspar Rudolph Mueller“ (Auswahl)
- Vitus Scheffer: Ultima Coena Das Letzte Abendmahl, Oder Heyllsambe Predigten durch die Acht Täge des Allerheiligsten Fronleichnam-Fests. 1704
- Vitus Scheffer: Der Welt Heyland Jesus Christus.... 1705
- Vitus Scheffer: Die unmenschliche Verraetherey der Menschen, durch welche... Christus Jesus ist zum Leyden und Tod uebergeben worden. 1705
- Gebett-Buechlein der loeblichen Sodalitaet des Heil. Rosen-Krantzes der Cron Mariae in der... Pfarr-Kirchen S. Catharinae zu Altwuelmsdorff... unter dem Titul Mariae Heimsuchung auffgerichtet... 1706
- Lebhaffte Vorstellung des allerheiligsten bitteren Leyden und Sterbens... Jesu Christi... Bey den wunderthaetigen Gnaden-Bild Unser Lieben Frauen zu Albendoerff ... (mit „Pegauischen Schrifften“), um 1706–1713
- Allmaechtiger Ewiger, Drey-Einiger Gott, Vatter, Sohn und Heiliger Geist, 1713